# Jewelry days
「jewelry days」（ジュエリー デイズ）は、榊原ゆいの1作目のシングル。2004年8月27日にHOBiRECORDSよりリリースされた。
PCゲーム『オーガストファンBOX』テーマソングになっており、カップリングにはWebラジオ『LOVE×れでぃお』のテーマソング「Love×2♪song」が収録されている。

## 収録曲
1. jewelry days
  - 作詞：榊原ゆい、作曲・編曲：DJ SHIMAMURA
2. Love×2♪song
  - 作詞：榊原ゆい、作曲・編曲：DJ SHIMAMURA
3. jewelry days（instrumental）
4. Love×2♪song （instrumental）